# A-35 (antimisil)

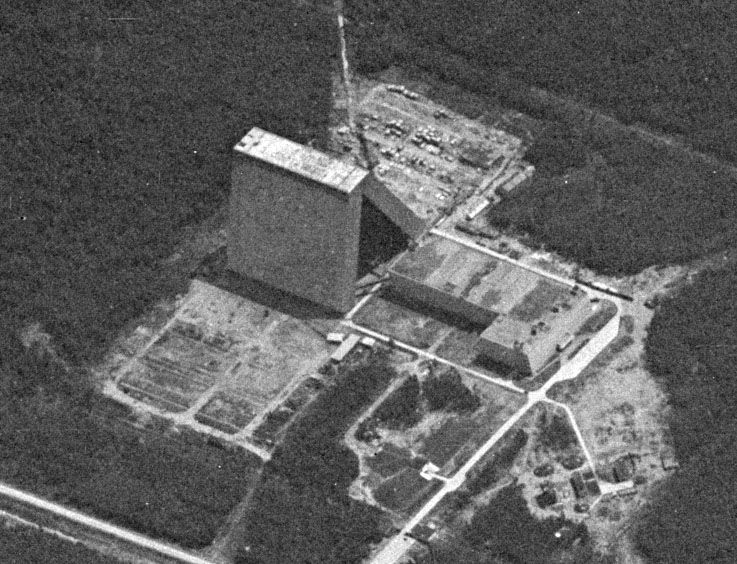
Foto desclasificada del satélite espía KH-7 del 1967.

El sistema antimisiles balísticos A-35 o A-35 Aldan fue un complejo militar ruso desplegado en los alrededores de Moscú para defenderse de misiles enemigos que se dirigieran a la ciudad o sus áreas circundantes. Su desarrollo se inició en los años 1960. Estuvo en servicio desde 1971 hasta los años 1990. Fue el primer sistema soviético antimisiles balísticos, y se apoyaba en los radares conocidos por la designación OTAN Cat House, Dog House y Hen House.
Este sistema fue reemplazado en 1995 por el A-135, que sigue operacional en la actualidad.